# Вернер Максимилиан Фердинанд фон дер Шуленбург
Вернер Максимилиан Фердинанд фон дер Шуленбург (на немски: Werner Maximilian Ferdinand Graf von der Schulenburg; * 28 май 1803 в Целе; † 31 декември 1843 в Хелен) е имперски граф от род фон дер Шуленбург (от „Бялата линия“) в Хелен на Везер, Долна Саксония.
Той е син на имперски граф Вернер Кристиан Адолф фон дер Шуленбург (1755 – 1816) и съпругата му Сара Доротея Луиза фон Герщайн-Хоенщайн (1779 – 1851). Внук е на Георг Лудвиг I фон дер Шуленбург (1719 – 1774) и графиня София Фридерика Шарлота фон дер Шуленбург (1725 – 1772). Брат е на граф Ахац Лудвиг Леополд фон дер Шуленбург (1807 – 1880).
Дворецът Хелен на Везер е до 1956 г. собственост на род фон дер Шуленбург.

## Фамилия
Вернер Максимилиан Фердинанд фон дер Шуленбург се жени на 2 октомври 1830 г. в Хилпрехтсхаузенфелс за фрайин Хенриета фон Валденфелс (* 7 октомври 1811, Хилпрехтсхаузен; † 27 януари 1842, Хелен), дъщеря на фрайхер Хайнрих фон Валденфелс (1770 – 1839) и Хенриета Августа Фридерика Каролина фон Брюнингк (1785 – 1869). Те имат децата:
- Вернер Лудвиг Ернст Карл Хайнрих Ахац фон дер Шуленбург (* 23 май 1832, Саров; † 18 април 1880, Тресов), женен на	26 юни 1861 г. в Жоенак за фрайин Мари Цецилия Хедвиг София Паулина фон Малтцан (* 15 февруари 1843, Ивенак; † 4 февруари 1900, Цихов); имат 5 деца
- Александер Фридрих Хайнрих Карл фон дер Шуленбург (1837 – 1837)
- Матилда Хелена Тереза Ернестина фон дер Шуленбург (* 16 май 1838; † 1 август 1920, Ленте), омъжена за Фридрих Лудвиг Ерих фон Ленте (1831 – 1896)
- Бернхард Фридрих Вилхелм фон дер Шуленбург (* 10 май 1839, Хелен; † 21 март 1902, Брауншвайг), женен за фрайин Маргарета фон Валденфелс (* 12 март 1847, Дрезден; † 22 септември 1918, Брауншвайг); имат 3 сина